# A Word From A Wise
A Word from the Wise – wydana własnym sumptem pierwsza EPka punkrockowego zespołu Pennywise. W oryginale ukazała się ona w roku 1989 na siedmiocalowej płycie winylowej. Została jednak wznowiona na kompilacyjnym albumie Wildcard/A Word From the Wise, który zawierał także drugą EPkę zespołu pod tytułem Wildcard.

## Lista utworów
1. "Final Chapters" – 2:26
2. "Covers" – 2:37
3. "Depression" – 1:50
4. "No Way Out" – 2:30
5. "Gone" – 1:54

## Skład
- Jim Lindberg – wokal
- Fletcher Dragge – gitara
- Jason Thirsk – bas
- Byron McMackin – perkusja